# 奄美大島南部方言
奄美大島南部方言（あまみおおしまなんぶほうげん）または南奄美大島方言（みなみあまみおおしまほうげん）は鹿児島県奄美諸島の奄美大島南部（瀬戸内町（加計呂麻島・請島・与路島を含む））で話される方言（言語）である。琉球諸語（琉球語、琉球方言）に属す。エスノローグでは南奄美大島語（みなみあまみおおしまご、Southern Amami-Oshima language）としている。
奄美大島南部方言の音韻・音声とアクセントの詳細については奄美大島方言を参照されたい。